# Sphaeradenia chiriquensis
Sphaeradenia chiriquensis är en enhjärtbladig växtart som beskrevs av Gunnar Wilhelm Harling. Sphaeradenia chiriquensis ingår i släktet Sphaeradenia och familjen Cyclanthaceae. Inga underarter finns listade.